# Ženijní skupinové velitelství XI Hrušovany nad Jevišovkou
Ženijní skupinové velitelství XI Hrušovany nad Jevišovkou byl výkonný orgán Ředitelství opevňovacích prací, který ve druhé polovině 30. let 20. století organizoval výstavbu těžkého opevnění na jižní Moravě a západním Slovensku. Souvislá linie měla být postavena mezi Znojmem a Břeclaví, jednotlivé uzávěry přeshraničních cest na západní hranici Slovenska s Rakouskem, plánována byla i výstavba objektů u Vranova nad Dyjí a mezi Starým Městem pod Landštejnem a Podhradím nad Dyjí. Ze zamýšlených 85 objektů bylo realizováno pouze šest pěchotních srubů.

## Historie
Od roku 1918, kdy se rozpadlo Rakousko-Uhersko, byla oblast pozdějšího ŽSV XI hranicí mezi Československem a Rakouskem. Z počátku byla snaha československých Němců o odtržení území a začlenění k Rakousku. Časem se ale vztahy mezi oběma státy zlepšovaly. Z vojenského hlediska Rakousko, jehož armáda byla omezena mezinárodními smlouvami, neznamenalo vážné ohrožení. Zapojení Rakouska do válečných operací se předpokládalo jen v dobu, kdy by vedlo Československo válku s Německem a Maďarskem. Obranu hranic měla zajistit pěší divize posilněná polním opevněním.
Po hospodářské krizi, kdy se přepracovávaly válečné plány, bylo za hlavního protivníka označeno Německo s tím, že se může připojit Rakousko. Proto vojenské plány začaly počítat s posilněním obrany jižní hranice. V případě války měla zajistit ochranu tohoto prostoru samostatná armáda s jednou pěší divizí na hranici a dalšími divizemi ve vnitrozemí.
Podle plánu z roku 1935 měla být státní hranice v prostoru jižní Moravy chráněna linií objektů těžkého opevnění. Podle plánu z června 1936 mělo být toto opevnění vybudováno až v rámci nejpozdější, IV. etapy, tedy na přelomu 40. a 50. let 20. století. Mělo se jednat o prostor mezi Znojmem a Břeclaví opevněný středními pěchotními sruby, které měly být doplněny několika dělostřeleckými tvrzemi.
První stálé opevnění se na jihu Moravy objevilo již v průběhu roku 1936, kdy Zemské vojenské velitelství Brno nechalo vybetonovat podél hranic 178 kulometných pevnůstek vz. 36. V roce 1937 byla celá jižní hranice zajištěna modernějšími lehkými objekty vz. 37, tzv. řopíky, které vytvořily souvislou linii mezi zemskou hranicí Čech a Moravy u Starým Městem pod Landštejnem a soutokem Dyje a Moravy. Roku 1937 bylo zadáno celkem 658 řopíků, většina byla tentýž rok skutečně postavena. Pro rok 1938 bylo plánováno pouze dokončení rozestavěných úseků lehkého opevnění (LO), výstavba těžkého opevnění (TO) měla podle plánů proběhnout až ve druhé polovině 40. let. Jiná situace byla na západním Slovensku, kdy hranice s Rakouskem vedoucí uprostřed řeky Moravy stálým opevněním nebyla chráněna.
V březnu 1938 provedlo Německo anšlus Rakouska, velení československé armády proto rozhodlo o posílení jihomoravského lehkého opevnění, urychleném začátku výstavby lehkého opevnění na západním Slovensku a těžkého opevnění na jižní Moravě a posílení zdejších jednotek (prostor měla chránit čtvrtá armáda). Hlavní obranné postavení u hranic jižní Moravy s Rakouskem bylo doplněno dalšími 117 řopíky, byla zahájena i výstavba druhého obranného postavení LO v linii Pohořelice–Telč–Jindřichův Hradec, při západních hranicích Slovenska bylo ke stavbě zadáno 315 řopíků, z nichž bylo do října 1938 postaveno 150. Těžké opevnění, celkem 41 pěchotních srubů, na jižní Moravě bylo rozděleno do tří podúseků, do mnichovské dohody a následnému odstoupení pohraničí bylo v hrubé stavbě vybetonováno šest srubů.

## Základní informace
Samotné ŽSV XI bylo zřízeno 11. dubna 1938 se sídlem v Hrušovanech nad Jevišovkou. ŽSV řídilo pouze výstavbu těžkého opevnění, lehké opevnění zajišťovala zemská vojenská velitelství (LO vz. 36), později armádní sborová velitelství (LO vz. 37). Hlavním cílem ŽSV XI byla výstavba souvislé linie TO v prostoru přibližně mezi Znojmem a Břeclaví. Nové plány již nepočítaly s dělostřeleckými tvrzemi, ty byly nahrazeny izolovanými dělostřeleckými sruby a minometnými kopulemi. Do působnosti ŽSV XI také patřila výstavba TO na západní hranici Slovenska podél řeky Moravy a zajištění hranice v úseku mezi Starým Městem pod Landštejnem a Vranovem nad Dyjí. Velitelem ženijního skupinového velitelství se stal pplk. žen. Bohumil Bláha.
V prostoru jižní Moravy bylo poprvé použito tzv. opakovaných projektů pěchotních srubů. Objekty stavěné na severní hranici státu od roku 1935 byly projektovány samostatně podle místních terénních podmínek a taktických záměrů. V době navrhování jihomoravských objektů již bylo k dispozici velké množství vypracovaných projektů, z nichž některé byly úspěšně použity i v úseku projektovaném ŽSV XI.
Po válce bylo všech šest vybetonovaných pěchotních srubů na jižní Moravě dokončeno a československá armáda je využívala až do roku 1999, za socialismu jakožto obrannou hráz (společně s lehkými objekty) proti nepřátelskému Rakousku.

## Stavební podúseky

### 1./XI. Šatov
- Zadán: 18. května 1938

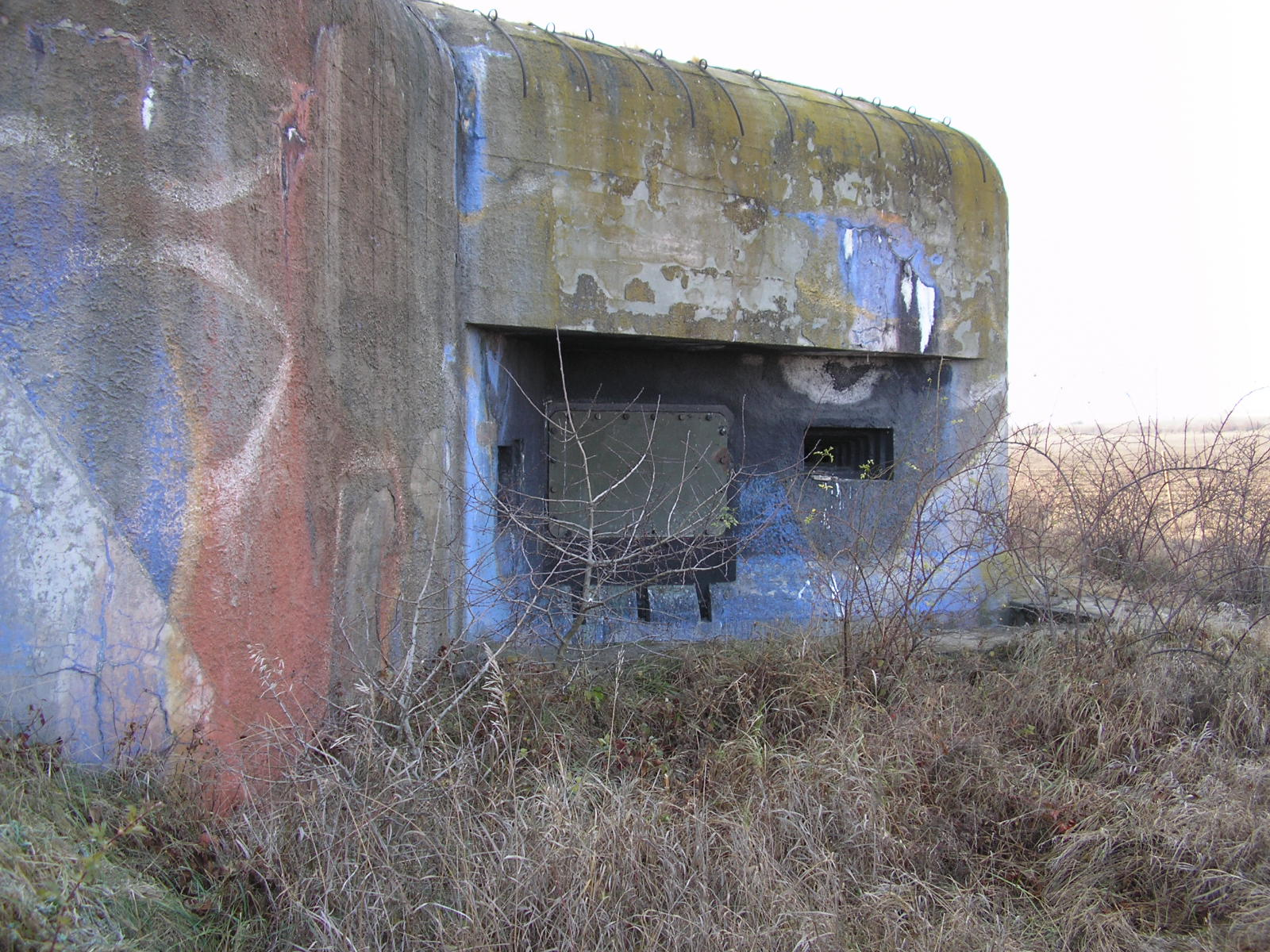
Pěchotní srub MJ-S 4 Zatáčka

- Stavitel: Konstruktiva, a. s., Praha II
- Zadávací částka: 17 998 516,40 Kč
- Zadáno objektů: 14 (MJ-S 1 – MJ-S 14)
- Postaveno objektů: 3 (MJ-S 2 – MJ-S 4)
- Prostor: Hnanice – Hrádek

### 2./XI. Hevlín
- Zadán: 18. května 1938

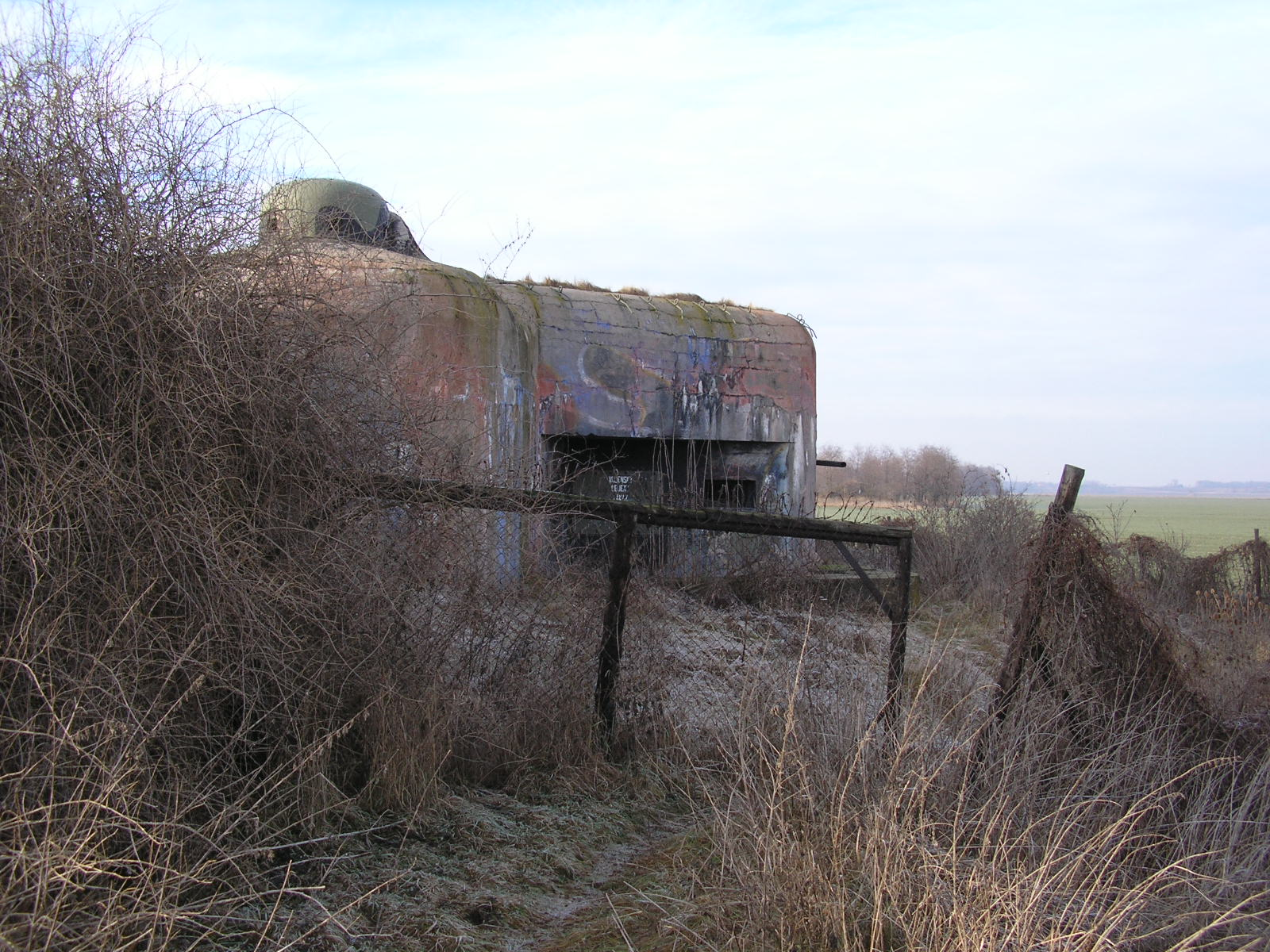
Izolovaný pěchotní srub MJ-S 15 Závora

- Stavitel: Konstruktiva, a. s., Praha II
- Zadávací částka: 19 184 988,70 Kč
- Zadáno objektů: 14 (MJ-S 15 – MJ-S 28)
- Postaveno objektů: 2 (MJ-S 15, MJ-S 16)
- Prostor: Hrádek – Březí

### 3./XI. Mikulov
- Zadán: 18. května 1938
- Stavitel: Hráský & Jenč, Mladá Boleslav
- Zadávací částka: 17 296 649,03 Kč

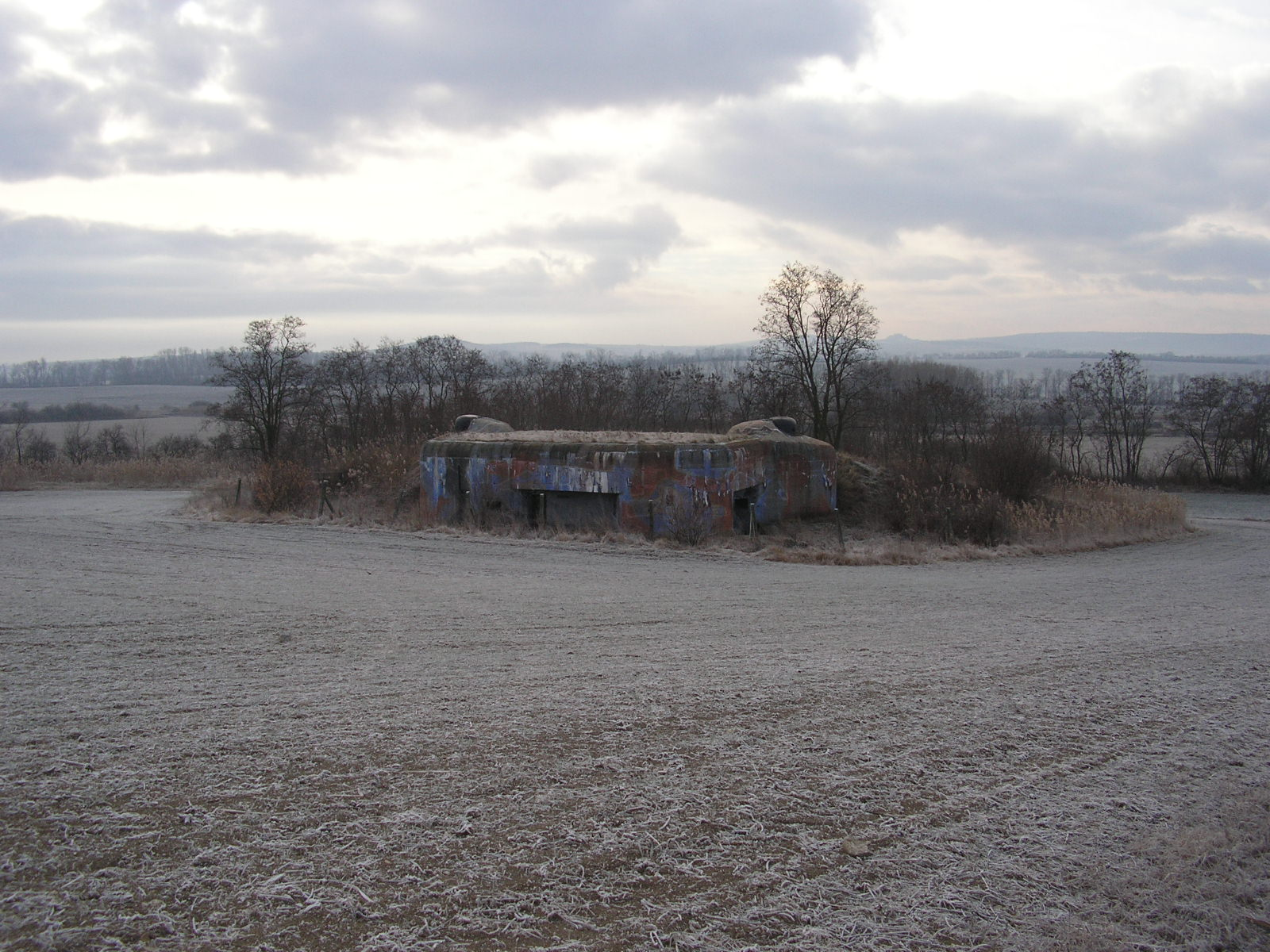
Izolovaný pěchotní srub MJ-S 29 Svah

- Zadáno objektů: 13 (MJ-S 29 – MJ-S 41)
- Postaveno objektů: 1 (MJ-S 29)
- Prostor: Březí – Poštorná

### 4./XI. Dolní Morava
- Zadán: nezadán, předpoklad do konce roku 1938
- Stavitel: nevybrán
- Zadávací částka: neurčena
- Zadáno objektů: předpoklad 9 (DM-S 1 – DM-S 9)
- Postaveno objektů: 0
- Prostor: Kúty – Devínska Nová Ves (Slovensko)

### 5./XI. Horní Dyje
- Zadán: nezadán, předpoklad v roce 1939
- Stavitel: nevybrán
- Zadávací částka: neurčena
- Zadáno objektů: předpoklad 18 (HD-S 1 – HD-S 18)
- Postaveno objektů: 0
- Prostor: Staré Město pod Landštejnem – Vranov nad Dyjí

### Ostatní objekty
Kromě výše uvedených pěchotních srubů byla v rámci ŽSV plánována výstavba i dalších objektů těžkého opevnění. Jednak se jednalo o dodatečné zadání několika pěchotních srubů, které měly zahustit již budovanou linii mezi Znojmem a Břeclaví. Do podúseku 1./XI. měly být dodatečně zadány objekty MJ-S 1a a MJ-S 3a, prostor podúseku 3./XI. měl být doplněn o sruby MJ-S 37a a MJ-S 37b. Výstavba těchto čtyř objektů, ač již byly vyprojektovány, nebyla stavebním firmám do října 1938 zadána.
Druhou skupinu nerealizovaných těžkých objektů tvoří sruby s výzbrojí těžkého dělostřelectva, které měly být umístěny za linií hlavního obranného postavení a které nahradily původně plánované dělostřelecké tvrze. Bylo plánováno 13 samostatných objektů:
- MJ-S 1b – jihovýchodně od Podmolí, dělostřelecký srub s palbou na jihovýchod
- MJ-S 3b – východně od Havraníků, dělostřelecký srub s palbou na jihovýchod
- MJ-S 6a – severozápadně od Vrbovce, minometná kopule
- MJ-S ? – severně od Valtrovic nebo jižně od Strachotic (poloha neurčena), dělostřelecký srub s palbou na jihovýchod
- MJ-S 13a – severně od Hrádku, dělostřelecký srub s palbou na západ
- MJ-S 14a – východně od Dyjákovic, minometná kopule
- MJ-S ? – severně od Hrabětic, dělostřelecký srub s palbou na jihozápad
- MJ-S 23a – severovýchodně od Novosedel, dělostřelecký srub s palbou na jihozápad
- MJ-S 29a – severně od Mikulova, dělostřelecký srub s palbou na západ
- MJ-S ? – jihozápadně od Bulhar (poloha neurčena), dělostřelecký srub s palbou na západ
- MJ-S 31a – severovýchodně od Mikulova, minometná kopule
- MJ-S 36a – jihozápadně od Lednice, minometná kopule
- MJ-S 40a – jihozápadně od Poštorné, minometná kopule